# Volodymyr Duma
Volodymyr Duma (in ucraino Володимир Дума?; Chust, 2 marzo 1972) è un ex ciclista su strada ucraino.
Professionista dal 1998 al 2010, vinse due titoli nazionali e una tappa al Tour de Suisse.

## Carriera
Da dilettante vinse una tappa alla Corsa della Pace nel 1993. I principali successi da professionista furono due campionati ucraini (1998 e 2000), una tappa al Tour de Suisse nel 1998, due tappe al Giro d'Abruzzo (una nel 1999 e una nel 2000), il Gran Premio Industria e Commercio di Prato nel 2002, una tappa al Regio-Tour nel 2003, una tappa e la classifica generale del Tour of Japan nel 2006. Partecipò a sette edizioni del Giro d'Italia, una della Vuelta a España, sette campionati del mondo e due edizioni dei giochi olimpici.

## Palmarès
- 1993

7ª tappa Corsa della Pace (Trutnov > Nový Bor)
- 1997

Gran Premio Città di Felino
Coppa Colli Briantei
Giro della Valsesia
- 1998

Campionati ucraini, Prova in linea
6ª tappa Tour de Suisse (Haag > Morschach)
- 1999

5ª tappa Giro d'Abruzzo
- 2000

Campionati ucraini, Prova in linea
5ª tappa Giro d'Abruzzo (Casalincontrada)
- 2002

Gran Premio Industria e Commercio di Prato
- 2003

4ª tappa Regio-Tour (Wehr > Neuenburg)
- 2006

2ª tappa Tour of Japan (Todaiji Temple > Nara)
Classifica generale Tour of Japan
- 2010

Classifica generale Bałtyk-Karkonosze Tour

## Piazzamenti

### Grandi Giri
- Giro d'Italia

1998: 90º
1999: 40º
2000: 38º
2001: 36º
2002: 36º
2003: 42º
2004: 65º
- Vuelta a España

2001: 105º

### Classiche monumento
- Milano-Sanremo

1999: 121º
2001: 118º
2002: 124º
2003: 34º
2004: 137º
- Liegi-Bastogne-Liegi

2003: 69º
2004: 121º
- Giro di Lombardia

1998: 19º
1999: 34º
2001: 14º
2002: 27º
2003: 77º
2004: 16º

### Competizioni mondiali
- Mondiali su strada

Middlesbrough 1990 - In linea juniors: 5º
Agrigento 1994 - Cronometro: 47º
Valkenburg 1998 - In linea: ritirato
Plouay 2000 - In linea: ritirato
Lisbona 2001 - In linea: 48º
Zolder 2002 - In linea: 111º
Hamilton 2003 - In linea: ritirato
Verona 2004 - In linea: 72º
- Giochi olimpici

Sydney 2000 - In linea: 27º
Atene 2004 - In linea: ritirato